# Jacob Bagersted
Jacob Bagersted (født 25. marts 1987 i København) er en dansk håndboldspiller, der spiller for SønderjyskE Håndbold som stregspiller. Han fik debut på Danmarks håndboldlandshold i 2007, og indtil januar 2012 havde han i alt spillet 14 kampe.

## Klubhold
I marts 2008 skrev Bagersted en 3-årig kontrakt med F.C. København Håndbold, men tiltrædelse 1. juli samme år. På det tidspunkt spillede han for Ajax Heroes i 1. division. Da AG København i foråret 2010 overtog de fleste af FCKs spillere med virkning fra sommeren 2010, fulgte Bagersted med over til den nye klub.
Bagersted tiltrådte 1. juli 2011 på en 3-årig kontrakt med den nordjyske klub Aalborg Håndbold.

## Landshold
Jacob Bagersted fik debut på ynglingelandsholdet 28. december 2003 og spillede frem til 2006 34 kampe og scorede 73 mål. Han debuterede 7. januar 2006 på U-holdet og nåede i alt at blive noteret for 30 kampe og 66 mål.
Han fik debut på det danske A-landshold den 25. oktober 2007. 
I december 2010 blev han af landstræner Ulrik Wilbek udtaget som én ud af 10 reserver, der senere skulle kæmpe om en plads i den spillertrup der repræsenterede Danmark ved Verdensmesterskaberne 2011 i Sverige. Efter Danmarks 3 første kampe i gruppespillet blev Jacob Bagersted officielt udtaget til truppen, efter han havde opholdt sig sammen med holdet under turneringen i Malmø og træningslejren forinden. På det tidspunkt havde han i alt spillet 10 kampe og scoret 17 mål for nationalmandskabet. Bagersted blev kun registeret for 31 minutter og 19 sekunders spilletid fordelt over 3 kampe, inden han igen måtte forlade truppen da landstræneren inden turneringens sidste 3 kampe valgte at udtage Michael V. Knudsen på bekostning af Jacob Bagersted.